# 張晚
張晚（1566年—1629年）字好古，號洛西。本貫仁同張氏，朝鮮王朝時期大臣。
朝鮮宣祖時代，任成均館、承文院、禮曹佐郎等職。1599年任鳳山郡使。1622年任兵曹判書。任內向光海君指出其政治紊亂，被光海君罷官。
1623年仁祖反正之後，任八道都元帥。任中鎮壓李适之亂，封一等靖社功臣、玉城府院君。1627年丁卯胡亂發生時，主持抗擊後金的侵略，戰後流放扶餘郡。
死後追贈領議政之職。